# May Heatherly
May Heatherly (nombre artístico de Mary Gay Prindle) (Los Ángeles, 13 de mayo de 1942-Madrid, 6 de octubre de 2015) fue una actriz estadounidense que trabajó principalmente en España.

## Biografía
Cuando tenía sólo once años, su familia emigró a España donde su padre, empresario, aceptó una oportunidad laboral.
Obtuvo su primera experiencia cinematográfica en 1961 en series de televisión estadounidenses como Hawaiian Eye, My Three Sons, The Real McCoys y Gunsmoke. 
A principios de la década de 1960, Heatherly comenzó a trabajar en España como actriz, apareciendo en las películas Torrejón City (1962), junto a Tony Leblanc, Los muertos no perdonan (1963) o Ella y el miedo (1964), entre otras.
Durante este período en España, Heatherly también se entrenó para ser torera, y consideró la posibilidad de hacer carrera taurina. Heatherly regresó a Estados Unidos a finales de 1964 para  aparecer junto a Robert Vaughn y David McCallum, en el papel de Heather McNabb en cuatro episodios de El agente de CIPOL.
Años más tarde apareció en la coproducción hispano-estadounidense El dedo del destino (1967), junto a Tab Hunter, y tuvo un pequeño papel en la película dramática estadounidense Love and Pain and the Whole Damn Thing (1973), dirigida por Alan J. Pakula y protagonizada por Maggie Smith. Heatherly también intervino en las películas de suspense europeas El asesino está entre los trece (1973) y Un par de zapatos del 32 (1974), seguidas de Open Season (1974), protagonizada por Peter Fonda y William Holden.
Después de aparecer en varias producciones españolas, Heatherly fue elegida para el reparto de la película de terror Mil gritos tiene la noche (1982), en la que interpretaba a la autoritaria y abusiva madre del villano asesino de la película. 
En 2006, Heatherly formó parte del elenco del drama dirigido por Miloš Forman Los fantasmas de Goya,  junto a Javier Bardem y Natalie Portman.
Su último papel fue en 2015 en la producción española Vampyres.
Heatherly se sometió a una operación de prótesis de cadera en 2013. Murió dos años después, el 6 de octubre de 2015, en Madrid, a los 73 años.

## Filmografía completa (películas)
- Vampyres (2015)
- Los fantasmas de Goya (2006)
- La fiesta del Chivo (2006)
- Bellas durmientes (2001)
- Dama de Porto Pim (2001)
- Punto de mira (2000)
- La vida láctea (1993)
- Al filo del hacha (1988)
- El ataque de los pájaros (1987)
- Corazón de cristal (1986)
- Juego de poder (1983)
- La hija rebelde (1983)
- Mil gritos tiene la noche (1982)
- Carlota (1981)
- Virus (1980)
- F.E.N. (1979)
- De Dunquerque a la victoria (1979)
- ¡Susana quiere perder... eso! (1977)
- Caperucita y Roja (1977)
- La menor (1976)
- La lozana andaluza (1976)
- Ambiciosa (1976)
- Vida íntima de un seductor cínico (1975)
- El paranoico (1975)
- Yo soy Fulana de Tal (1975)
- Manchas de sangre en un coche nuevo (1975)
- El talón de Aquiles (1974)
- Los muertos, la carne y el diablo (1974)
- Open Season (1974)
- Un par de zapatos del 32 (1974)
- El asesino está entre los trece (1973)
- Love and pain and the whole damn thing (1973)
- El dedo del destino (1967)
- Ella y el miedo (1964)
- Los muertos no perdonan (1963)
- Torrejón City (1962)

## Filmografía completa (series de TV)
- Gran Hotel (2013) 1 episodio
- Manos a la obra (1998-1999) 2 episodios
- A las once en casa (1998) 1 episodio
- Médico de familia (1996) 1 episodio
- Éste es mi barrio (1996) 1 episodio
- Los ladrones van a la oficina (1993) 1 episodio
- Lleno, por favor (1993) 1 episodio
- Farmacia de guardia (1991) 1 episodio
- Historias del otro lado (1988) 1 episodio
- Curro Jiménez (1977) 1 episodio
- El agente de CIPOL (1964) 4 episodios
- Gunsmoke (1962) 1 episodio
- The Real McCoys (1961-1962) 2 episodios
- The Tom Ewell Show (1961) 1 episodio
- My Three Sons (1961) 1 episodio
- Hawaiian Eye (1961) 1 episodio